# Collegio di Kingston upon Hull West and Hessle
Kingston upon Hull West and Hessle, di solito chiamato solo Hull West and Hessle, è stato un collegio elettorale inglese della Camera dei comuni del Parlamento del Regno Unito, situato nell'Humberside. Eleggeva un membro del Parlamento con il sistema maggioritario a turno unico; il collegio è stato abolito in occasione della revisione periodica del 2024.

## Estensione
Il collegio comprendeva i seguenti ward elettorali:
- Boothferry, Derringham, Myton, Newington, Pickering e St Andrew's nella città di Kingston upon Hull;
- Hessle nell'East Riding of Yorkshire.

## Membri del Parlamento
| Elezione | Elezione   | Deputato         | Partito          |
| -------- | ---------- | ---------------- | ---------------- |
|          | 1997       | Alan Johnson     | Laburista        |
| 2017     | Emma Hardy |                  | Laburista        |
|          | 2024       | Collegio abolito | Collegio abolito |

## Risultati elettorali

### Elezioni negli anni 2010
| Partito                    | Partito                                | Candidato                  | Risultati 12 dicembre 2019 | Risultati 12 dicembre 2019 |
| Partito                    | Partito                                | Candidato                  | Voti                       | %                          |
| -------------------------- | -------------------------------------- | -------------------------- | -------------------------- | -------------------------- |
|                            | Laburista                              | Emma Hardy                 | 13 384                     | 42,00                      |
|                            | Conservatore                           | Scott Bell                 | 10 528                     | 33,04                      |
|                            | Brexit                                 | Michelle Dewberry          | 5 638                      | 17,69                      |
|                            | Lib Dem                                | David Nolan                | 1 756                      | 5,51                       |
|                            | Verdi                                  | Mike Lammiman              | 560                        | 1,76                       |
|                            |                                        |                            |                            |                            |
| Iscritti                   | Iscritti                               | Iscritti                   | 60 192                     | 100,00                     |
| ↳ Votanti (% su iscritti)  | ↳ Votanti (% su iscritti)              | ↳ Votanti (% su iscritti)  | 31 866                     | 52,94                      |
| ↳ Astenuti (% su iscritti) | ↳ Astenuti (% su iscritti)             | ↳ Astenuti (% su iscritti) | 28 326                     | 47,06                      |
|                            |                                        |                            |                            |                            |
|                            | Esito: collegio confermato a Laburista |                            |                            |                            |

| Partito                    | Partito                                | Candidato                  | Risultati 8 giugno 2017 | Risultati 8 giugno 2017 |
| Partito                    | Partito                                | Candidato                  | Voti                    | %                       |
| -------------------------- | -------------------------------------- | -------------------------- | ----------------------- | ----------------------- |
|                            | Laburista                              | Emma Hardy                 | 18 342                  | 53,16                   |
|                            | Conservatore                           | Christine Mackay           | 10 317                  | 29,90                   |
|                            | Lib Dem                                | Claire Thomas              | 2 210                   | 6,40                    |
|                            | Indipendente                           | Michelle Dewberry          | 1 898                   | 5,50                    |
|                            | UKIP                                   | Gary Shores                | 1 339                   | 3,88                    |
|                            | Verdi                                  | Michael Lammiman           | 332                     | 0,96                    |
|                            | Libertariano                           | Will Taylor                | 67                      | 0,19                    |
|                            |                                        |                            |                         |                         |
| Iscritti                   | Iscritti                               | Iscritti                   | 60 217                  | 100,00                  |
| ↳ Votanti (% su iscritti)  | ↳ Votanti (% su iscritti)              | ↳ Votanti (% su iscritti)  | 34 565                  | 57,40                   |
| ↳ Astenuti (% su iscritti) | ↳ Astenuti (% su iscritti)             | ↳ Astenuti (% su iscritti) | 25 652                  | 42,60                   |
|                            |                                        |                            |                         |                         |
|                            | Esito: collegio confermato a Laburista |                            |                         |                         |

| Partito                    | Partito                                | Candidato                  | Risultati 7 maggio 2015 | Risultati 7 maggio 2015 |
| Partito                    | Partito                                | Candidato                  | Voti                    | %                       |
| -------------------------- | -------------------------------------- | -------------------------- | ----------------------- | ----------------------- |
|                            | Laburista                              | Alan Johnson               | 15 646                  | 49,20                   |
|                            | UKIP                                   | Paul Salvidge              | 6 313                   | 19,85                   |
|                            | Conservatore                           | Jo Barker                  | 5 561                   | 17,49                   |
|                            | Lib Dem                                | Claire Thomas              | 3 169                   | 9,96                    |
|                            | Verdi                                  | Angela Needham             | 943                     | 2,97                    |
|                            | TUSC                                   | Paul Spooner               | 171                     | 0,54                    |
|                            |                                        |                            |                         |                         |
| Iscritti                   | Iscritti                               | Iscritti                   | 59 003                  | 100,00                  |
| ↳ Votanti (% su iscritti)  | ↳ Votanti (% su iscritti)              | ↳ Votanti (% su iscritti)  | 31 803                  | 53,90                   |
| ↳ Astenuti (% su iscritti) | ↳ Astenuti (% su iscritti)             | ↳ Astenuti (% su iscritti) | 27 200                  | 46,10                   |
|                            |                                        |                            |                         |                         |
|                            | Esito: collegio confermato a Laburista |                            |                         |                         |

| Partito                    | Partito                                | Candidato                  | Risultati 6 maggio 2010 | Risultati 6 maggio 2010 |
| Partito                    | Partito                                | Candidato                  | Voti                    | %                       |
| -------------------------- | -------------------------------------- | -------------------------- | ----------------------- | ----------------------- |
|                            | Laburista                              | Alan Johnson               | 13 378                  | 42,46                   |
|                            | Lib Dem                                | Mike Ross                  | 7 638                   | 24,24                   |
|                            | Conservatore                           | Gary Shores                | 6 361                   | 20,19                   |
|                            | UKIP                                   | Ken Horden                 | 1 688                   | 5,36                    |
|                            | BNP                                    | Edward Scott               | 1 416                   | 4,49                    |
|                            | Democratici                            | Peter Mawer                | 876                     | 2,78                    |
|                            | TUSC                                   | Keith Gibson               | 150                     | 0,48                    |
|                            |                                        |                            |                         |                         |
| Iscritti                   | Iscritti                               | Iscritti                   | 62 266                  | 100,00                  |
| ↳ Votanti (% su iscritti)  | ↳ Votanti (% su iscritti)              | ↳ Votanti (% su iscritti)  | 31 507                  | 50,60                   |
| ↳ Astenuti (% su iscritti) | ↳ Astenuti (% su iscritti)             | ↳ Astenuti (% su iscritti) | 30 759                  | 49,40                   |
|                            |                                        |                            |                         |                         |
|                            | Esito: collegio confermato a Laburista |                            |                         |                         |

### Elezioni negli anni 2000
| Partito                    | Partito                                | Candidato                  | Risultati 5 maggio 2005 | Risultati 5 maggio 2005 |
| Partito                    | Partito                                | Candidato                  | Voti                    | %                       |
| -------------------------- | -------------------------------------- | -------------------------- | ----------------------- | ----------------------- |
|                            | Laburista                              | Alan Johnson               | 15 305                  | 55,02                   |
|                            | Lib Dem                                | David Nolan                | 5 855                   | 21,05                   |
|                            | Conservatore                           | Karen Woods                | 5 769                   | 20,74                   |
|                            | UKIP                                   | Stephen Wallise            | 889                     | 3,20                    |
|                            |                                        |                            |                         |                         |
| Iscritti                   | Iscritti                               | Iscritti                   | 61 544                  | 100,00                  |
| ↳ Votanti (% su iscritti)  | ↳ Votanti (% su iscritti)              | ↳ Votanti (% su iscritti)  | 27 818                  | 45,20                   |
| ↳ Astenuti (% su iscritti) | ↳ Astenuti (% su iscritti)             | ↳ Astenuti (% su iscritti) | 33 726                  | 54,80                   |
|                            |                                        |                            |                         |                         |
|                            | Esito: collegio confermato a Laburista |                            |                         |                         |

| Partito                    | Partito                                | Candidato                  | Risultati 7 giugno 2001 | Risultati 7 giugno 2001 |
| Partito                    | Partito                                | Candidato                  | Voti                    | %                       |
| -------------------------- | -------------------------------------- | -------------------------- | ----------------------- | ----------------------- |
|                            | Laburista                              | Alan Johnson               | 16 880                  | 58,38                   |
|                            | Conservatore                           | John Sharp                 | 5 929                   | 20,50                   |
|                            | Lib Dem                                | Angela Wastling            | 4 364                   | 15,09                   |
|                            | UKIP                                   | John Cornforth             | 878                     | 3,04                    |
|                            | Indipendente                           | David Harris               | 512                     | 1,77                    |
|                            | Natural Law                            | David Skinner              | 353                     | 1,22                    |
|                            |                                        |                            |                         |                         |
| Iscritti                   | Iscritti                               | Iscritti                   | 63 135                  | 100,00                  |
| ↳ Votanti (% su iscritti)  | ↳ Votanti (% su iscritti)              | ↳ Votanti (% su iscritti)  | 28 916                  | 45,80                   |
| ↳ Astenuti (% su iscritti) | ↳ Astenuti (% su iscritti)             | ↳ Astenuti (% su iscritti) | 34 219                  | 54,20                   |
|                            |                                        |                            |                         |                         |
|                            | Esito: collegio confermato a Laburista |                            |                         |                         |

## Risultati dei referendum

### Referendum sulla permanenza del Regno Unito nell'Unione europea del 2016
|             | Collegio                           | Lasciare UE % | Rimanere in UE % |
| ----------- | ---------------------------------- | ------------- | ---------------- |
|             | Kingston upon Hull West and Hessle | 67,8%         | 32,2%            |
| Inghilterra | 53,3%                              | 46,7%         |                  |
| Regno Unito | 51,9%                              | 48,1%         |                  |